# 小さな星/好き
「小さな星/好き」（ちいさなほし/すき）は、1997年10月1日にbarrier-freeから発売された、Say a Little Prayerのメジャー・デビュー・シングル。

## 解説
河村隆一（ЯK名義）によってプロデュースされた楽曲。1997年8月17日放送テレビ東京の番組『ASAYAN』で、「ЯK＝河村隆一」であることが明らかにされた。両曲とも作詞はメンバーが担当している。河村も同年11月22日に発売されたアルバム『Love』にて両曲をセルフカバーしているが、いずれも歌詞は異なる。
タワーレコード渋谷店のシングルランキングでは1位（1997年9月29日〜10月5日の集計）を記録した。

## 収録曲
全曲　作詞：田口理恵,片桐華子,大櫛江里加　作曲：河村隆一　編曲：土方隆行
1. 小さな星
  - テレビ東京系『ASAYAN』・『TOWER COUNTDOWN』OPテーマ。
2. 好き
3. 小さな星（オリジナル・カラオケ）
4. 好き（オリジナル・カラオケ）